# Artur Seelieb
Artur Emil Seelieb (ur. 7 lipca 1878 w Obłaźnicy – zm. 1 sierpnia 1958 w Więcborku) – literaturoznawca, publicysta, tłumacz. Wykładowca i profesor na Uniwersytecie w Lozannie, redaktor magazynu La Revue Ukrainienne. Na łamach tego czasopisma ukazywały się między innymi tłumaczenia dzieł Tarasa Szewczenki, Iwana Franko, czy Wasyla Stefanyka autorstwa Seelieba. 

## Biografia
Urodził się 7 lipca 1878 we wsi Obłaźnica na terenie Królestwa Galicji i Lodomerii. W 1900 ukończył gimnazjum w Przemyślu zdając tam maturę, a następnie podjął studia prawnicze (Lwów, Kraków, Czerniowce). W 1909 przeprowadził się do Szwajcarii. 
W 1912 roku będąc w Lipsku przetłumaczył na język niemiecki opowiadanie Szewczenki zatytułowane „Artysta”. Julia Virginia, niemiecka poetka i tłumaczka opatrzyła je wstępem. 
W 1915 roku w Lozannie zaczęto wydawać La Revue Ukrainienne – ilustrowany miesięcznik napisany w języku francuskim, który publikował prace ukraińskich etnografów, historyków i literaturoznawców: Mychajło Drahomanowa, Mykoły Kostomarowa, Mychajło Hruszewskiego, czy Wołodymyra Doroszenki, i tłumaczenia dzieł pisarzy ukraińskich takich jak Taras Szewczenko, Iwan Franko i Wasyl Stefanyk.  
Seelieb ponadto korespondował z Iwanem Franko, a po śmierci poety opublikował jego nekrolog w Gazette de Lausanne.
W 1923 przeprowadził się do Polski, gdzie początkowo zamieszkał w Grudziądzu. W późniejszym czasie zaangażował się w pomoc alkoholikom i abstynentom: założył Stowarzyszenie Katolików Abstynentów Wyzwolenie i Zakopiańskie Towarzystwo Górali Abstynentów, prowadził wykłady, organizował wystawy tematyczne. 